# Ponte Luís Kellerman
A ponte Luiz Kellerman foi uma ponte localizada em Videira, no estado de Santa Catarina inaugurada em 25 de novembro de 1934 e projetada pelo construtor alemão Otto Koert. 
Sofisticada, a obra não incliu pregos, parafusos ou pedaços de metal, tendo sido erguida em madeira encaixada. 
A ponte foi a maior ponte pênsil em madeira do mundo e possuía um vão  que media 67 metros  entre os dois únicos pilares. Foi substituída em 1949 pela ponte Aderbal Ramos da Silva.